# Біґус Петро
Петро Бі́ґус (9 лютого1882, Великі Бірки, на Тернопільщині — 25 жовтня 1966, Торонто, Канада)  — сотник УГА, просвітянин, громадсько-політичний діяч.

## Життєпис

Старшини штабу ІІІ-го корпусу УГА в таборі військовополонених у м. Тухолі. Польща. 1920 р. У центрі сидять: 13 — отаман Вільгельм Лобковець, 14 — генерал Мирон Тарнавський, 15 — сотник Петро Біґус

.

### Ранні роки
На сьомому році життя, по смерті батьків, став круглим сиротою. Спочатку опікувалися ним дідусь та бабуся, а після їхньої смерті — вуйко. Закінчив Великобірківську трикласну «народну школу», а нижчі класи гімназії та вчительську семінарію — в Тернополі. По закінченні навчання у 1901 р. став учителем початкових шкіл. Та впродовж двох років праці пропольська Шкільна Рада, невдоволена вислідом навчання польської мови українських дітей, переводила його по черзі до чотирьох різних міцевостей.
У 1903 р. покликаний до війська, відбув однорічну службу в школі резервових старшин та закінчив її у званні підхорунжого. У 1904 році одружується з Катериною Комарянською, з якою впродовж життя виховав 4 дітей, та одержує посаду управителя школи в с. Підгородді біля Рогатина. Належав до активних працівників у громаді.
У 1907 р. утворився в Рогатині під проводом о. В. Городецького при філії товариства «Просвіта» гурток просвітянських працівників, до яких належав і Петро Біґус. Разом з іншими їздив по селах Рогатинського повіту, закладав читальні «Просвіти», а при них крамниці, шпихліри, позичкові каси. За його ініціативою організовано в Рогатині в 1908 році аматорський гурток, який служив добрим прикладом іншим читальням як потрібно ставити добрі п'єси. При його активній участі протягом трьох років, шляхом самооподаткування української громади, побудовано триповерховий будинок української приватної 7-ми класної гімназії Рідна Школа.

### У війську
З серпня 1914 р. як офіцер запасу мобілізований до австрійського війська. Бере участь у Першій світовій війні на різних фронтах, двічі поранений. У листопаді 1918 року добровільно зголошується до УГА. Під час Листопадового Зриву перебуваючи в Бережанах 4 листопада 1918 року допомагав послові Т.Старухові, д-ру Ковшевичові та іншим перебрати владу в австрійської адміністрації. Там же призначається командиром запасного коша (куреня). Після «Чортківської офензиви» сотник УГА Петро Бігус стає Окружним Командантом у Бережанах. Разом з УГА переживає в «Чотирикутнику смерті» в Україні тифозні терпіння. До кінця 1920 разом з генерал-четарем Мироном Тарнавським та іншими старшинами УГА інтернований до табору військовополонених у м. Тухолі (Польща).

### Діяльність після поразки визвольних змагань
Восени 1921 р. повертається до Підгороддя, до вчительської праці. Як колишній громадський діяч включається знову до праці в українських установах, не рахуючись із фактом, що це вже шовіністична Польща, а не Австро-Угорщина. Переселяється до с. Черче поблизу м. Рогатина. У [922 році стає диригентом мішаного хору «Боян» у Рогатині, де виступають з концертами. У новоорганізованому «Союзі Кооператив» стає спочатку секретарем наглядової ради, а від 1930 р. аж до приходу більшовиків її головою.
Належав до різних місцевих і повітових українських товариств: «Просвіти», «Рідної школи», «Українського банку», «Союзу кооператив», «Сільського господаря», «Взаємної Помочі Українських Учителів», «Молочарської спілки». Як зразковий діяч активно брав участь в різних громадських справах.
Навесні 1940 року арештований НКВС, запроторений до Станіславської тюрми (нині м. Івано-Франківськ). Після тримісячних тортур слідчі НКВС, не маючи доказів його провини, звільняють з-під арешту. Під час німецької окупації у 1941 військовий референт повітової управи, 1943—1944 рр. був головою делеґатури «Українського окружного комітету» в складі УКК на Рогатинщині де боронив українських селян від непосильного контингенту та свавілля окупантів. Проявляв активну діяльність у створенні дивізії Галичина до якої добровільно зголосився його син Мирослав.

### В еміграції
У 1944 році виїхав з родиною на еміграцію до Словаччини, потім до Німеччини.
У 1949 році відбуває на еміграцію до Канади в Торонто. Включається до праці в Об'єднанні українських педагогів Канади (ОУПК), згодом стає секретарем видавництва «Українського Канадійського Легіону», а в кінці секретарем «Кредитної спілки» при церкві МБНП Торонто. Помер 25 жовтня 1966 р. Похований на цвинтарі «Проспект» у м. Торонто.